# Graham Hood
Graham Hood, född 2 april 1972, är en friidrottare från Kanada. Han deltog vid olympiska sommarspelen 1992 och olympiska sommarspelen 1996.